# 乔瓦尼·罗索
乔瓦尼·罗索（1972年11月17日—），克罗地亚男子足球运动员，场上位置是中场。他曾代表克罗地亚国家队参加2004年欧洲足球锦标赛，结果队伍止步小组赛阶段。